# Controversia sull'articolo "Il santo fascismo"
Il santo fascismo è il titolo un articolo di stampa del giornalista Ali Reza Payam Sistany pubblicato sul numero dell'11 giugno 2003 del settimanale progressista di Kabul Aftab.
In esso si sostenevano opinioni estremamente critiche verso l'Islam e tali da costare a Sistany ed al suo redattore capo, Sayed Mir Hussein Mahdavi, una fatwā per blasfemia. I due giornalisti, entrambi iraniani, musulmani e sciiti, riuscirono a sfuggire alla sanzione solo emigrando in Occidente grazie all'intervento dell'Alto commissariato per i rifugiati dell'ONU.
La rivista Aftab (Il sole) è stata fondata a Kabul nel marzo 2002. Poco letta, in quanto distribuita esclusivamente a Kabul in qualche centinaio di copie in lingua dari, nella sua breve esistenza si è distinta per la denuncia della corruzione del governo del primo ministro Karzai. In particolare Mahdavi pubblicò una serie di articoli che chiedevano al governo di adottare una politica laica con una netta separazione tra religione e politica e di liberarsi dell'influenza di diversi signori della guerra insediatisi in posti chiave in diversi ministeri.
L'11 ottobre Ali Reza Payam Sistany e Sayed Mir Hussein Mahdavi pubblicarono l'articolo Il santo fascismo che poneva una questione fondamentale:
L'articolo analizzava il ritardo economico e sociale delle società musulmane attribuendolo al carattere arcaico dell'Islam così com'è attuato oggi. Si criticava soprattutto il cosiddetto mullasalari (il regno clericale dei mullah), proponendo di indirizzare la nuova Costituzione in corso di redazione per fondare uno stato più laico e moderno perché, secondo l'autore, "religione più governo equivale al dispotismo".
Vi si denunciavano ugualmente i crimini commessi in nome dell'Islam da parte dei capi moudjahidin del regime dei talebani, chiamando in causa direttamente i capi dell'Alleanza del Nord (compreso il vecchio presidente Rabbani ed il vice presidente di allora Khalili) per il ruolo che avevano svolto nella guerra civile combattuta tra il 1992 ed il 1996 e conclusasi con la presa del potere proprio dei Talebani, ed il Presidente della Corte Suprema Mawlazi Fazl-e Hadi Shinwari, un religioso conservatore vicino al capo della guerra Abdul Sayyaf che, tra l'altro, ha vietato la televisione via cavo e si è espresso contro le scuole miste.
Le reazioni non si fecero attendere. Il 17 giugno vennero arrestati a Kabul su ordine del governo per aver "diffamato l'Islam" ed interrogati negli uffici del procuratore generale. Dopo una settimana, su pressione dell'opinione pubblica occidentale, Hamid Karzai fu costretto a liberare i due giornalisti rilasciando la seguente dichiarazione:
Qualche giorno dopo una manifestazione contro di loro li indusse a nascondersi. Il 17 luglio il consiglio degli Ulema emise una fatwa che li condannava a morte per blasfemia. La fatwa fu quindi discussa dalla Corte Suprema presieduta proprio da Maulavi Fazl-e Hadi Shinwari che era tra chi chiedeva di recepire la condanna applicando la sharia mentre altri giudici proponevano di riferirsi, invece, alle leggi sulla stampa che comportano al più il ritiro della licenza di giornalisti.
Vinse il presidente, la condanna fu quindi recepita anche dalla Corte Suprema che inviò la decisione al tribunale di Kabul per istruire l'accusa. Quando la notizia trapelò, i due giornalisti decisero di rifugiarsi in Pakistan. Di lì, con l'aiuto dell'Alto commissariato per i rifugiati dell'Onu, ai primi di ottobre Mahdavi si è trasferito in Canada, Sistany in Norvegia.

## Fonti
- Afgan editor forced to flee to Canada intervista di Jake Rupert a Hussain Mahdavi sul National Post (Canada) del 27 ottobre 2003
- articolo di Reporter sans Frontier, su rsf.org (archiviato dall'url originale il 26 giugno 2007).